# Associação Ferroviária de Esportes (femenino)
La Associação Ferroviária de Esportes (literalmente en español: Asociación Ferroviaria de Deportes). Es un club de fútbol femenino profesional, ubicado en la ciudad de Araraquara, Brasil. Actualmente participa en la primera division del Brasileirao Femenino.

## Historia
El equipo de fútbol femenino de Ferroviária se creó en 2001, incluso antes de los requisitos actuales de FIFA y Conmebol. Con el objetivo de formar deportistas y, en consecuencia, equipos competitivos. Ferroviaria se ha convertido en un referente tras conquistar los principales títulos de la
modalidad, como Campeonato Paulista, Bicampeonato Brasileiro, Copa do Brasil y finalmente la Copa Libertadores da América en 2015.
Las jugadoras del ferrocarril recibieron el cariñoso apodo de Guerreiras Grenás por parte de la prensa Araraquarense, en alusión al espíritu de lucha de las deportistas en el campo. A partir de 2017, el club logró dos hitos más importantes fuera de las cuatro líneas: la inversión en categorías juveniles, algo raro en la modalidad femenina, y la firma de contratos con contrato formal.

## Directiva
| Cargo                   | Nombre                   |
| ----------------------- | ------------------------ |
| Directora Deportiva     | Nueli Silveira           |
| Entrenadora Principal   | Jéssica de Lima          |
| Asistente Técnica       | Juliana Mojeszcyk        |
| Analista de Videos      |                          |
| Preparadora Física      | Raquel Ferreira          |
| Entrenadora de Porteras | Vanessa Cristina Cataneo |
| Médico                  | Daniel Barcellos Felício |
| Fisioterapeuta          | Eduardo Duci             |
| Utilero                 | Ranielle Oliveira        |
| Psicóloga               | Annie Rangel Kopanakis   |

## Jugadoras notables
La siguiente es una lista de los jugadores más notables que han jugado en el club.
| Extranjeras - Suzane Pires - Graciela Martínez - Syd Blomquist | Locales - Raquel Fernandes - Luciana - Yasmin Cosmann - Rafa Mineira |

## Entrenadores
| Entrenador                 | Período     |
| -------------------------- | ----------- |
| Fernando Paolillo          | 2001 - 2004 |
| Leonardo Mendes            | 2014 - 2016 |
| Celso Boffa                | 2017 - 2018 |
| Tatiele Silveira           | 2019 - 2020 |
| Lindsay Camila             | 2021        |
| Roberta Batista (interina) | 2021        |
| Roberta Batista            | 2021 - 2022 |
| Jéssica de Lima            | 2022 -      |

## Palmarés
Dentro de sus palmarés se encuentran dos Brasileirao Femenino en el 2014 y 2019, una Copa de Brasil lograda en 2014 y dos Copas Libertadores logradas en 2015 y 2020.

### Títulos estatales oficiales (4)
| Competición Estatal                | Títulos                 | Subcampeonatos |
| ---------------------------------- | ----------------------- | -------------- |
| Campeonato Paulista Femenino (4/0) | 2002, 2004, 2005, 2013. |                |

### Títulos nacionales oficiales (3)
| Competición Nacional        | Títulos     | Subcampeonatos |
| --------------------------- | ----------- | -------------- |
| Brasileirao Femenino A1 (2) | 2014, 2019. |                |
| Copa de Brasil Femenino (1) | 2014.       |                |

### Títulos internacionales oficiales (2)
| Competición Internacional | Títulos       | Subcampeonatos |
| ------------------------- | ------------- | -------------- |
| Copa Libertadores (2/0)   | 2015(1), 2020 |                |